# Bruno Nève de Mévergnies
Jhr. Bruno Nève de Mévergnies (Luik, 12 juli 1951) is een Belgisch diplomaat.

## Levensloop
Bruno Nève de Mévergnies is een telg uit het geslacht Nève de Mévergnies. Hij is een zoon van jhr. Xavier Nève de Mévergnies (1921-2004) en Marie-Antoinette David (1921-1984), dochter van politicus Pierre-Hubert David. Hij studeerde rechten. Hij huwde in 1977 met Caroline Demeure, met wie hij vier dochters heeft. 
Nève werd per 1 september 2012 benoemd tot adjunct van de kabinetschef van de koning en persadviseur, als opvolger van Pierre-Emmanuel De Bauw; in die functie is hij woordvoerder van het Belgische hof. Deze functie werd per ministerieel besluit van 22 november 2013 beëindigd.
Daarvoor was hij in 1978 werkzaam op de ambassade in Kinshasa en later in Washington; vervolgens werkte hij bij de Permanente Vertegenwoordiging van België bij de Europese Unie. Nadien werd hij secretaris van koningin Fabiola in de periode 1989 tot 1996. Hij stond de vorstin bij toen koning Boudewijn in 1993 overleed. Nadien verliet hij het Belgische hof en werd hij benoemd tot adjunct van de Directeur-generaal van Bilaterale Betrekkingen, als directeur opleidingen en stages. Daarna was hij ambassaderaad in Bonn en ambassadeur in Warschau, en daarna ambassadeur te Caïro.

## Eretekens
- België: Groot-officier in de Orde van Leopold II bij KB van 15 november 2011.
- Polen: Commandeur orde van Verdienste[2]

## Diplomatieke benoemingen
- KB van 20 september 2002 ambassadeur te Warschau
- KB van 22 augustus 2006 ambassadeur te Warschau
- KB van 12 juli 2009 ambassadeur te Caïro
- KB van 10 augustus 2009 ambassadeur te Soudan (Caïro)